# San José de Bocay
San José de Bocay là một khu tự quản thuộc tỉnh Jinotega, Nicaragua. Khu tự quản San José de Bocay có diện tích 3990 ki lô mét vuông. Đến thời điểm năm 2005, huyện San José de Bocay có dân số 42029 người.